# ملك الغزلان
ملك الغزلان هي سلسلة روايات يابانية من تأليف ناهوكو أوهاشي، تم تحويلها لمانغا صدرت في يوليو 2021 حتى مارس 2022 وتم جمعها في 2 تانكوبون.